# Liste der denkmalgeschützten Objekte in Vyšné Repaše
Die Liste der denkmalgeschützten Objekte in Vyšné Repaše enthält die 47 nach slowakischen Denkmalschutzvorschriften geschützten Objekte in der Gemeinde Vyšné Repaše im Okres Levoča.

## Denkmäler
| Foto |                 | Denkmal / č. ÚZPF                                              | Standort / Konskr. Nr.                      | Offizielle Beschreibung                          | Beschreibung                                 | Metadaten                                                        |
| ---- | --------------- | -------------------------------------------------------------- | ------------------------------------------- | ------------------------------------------------ | -------------------------------------------- | ---------------------------------------------------------------- |
| ja   | Datei hochladen | Feuerwache(sk) ObjektID: 704-11177/0                           | Standort KG: Vyšné Repaše Konskr.Nr.:       | zrubová; stará požiarna zbrojnica                | alte Feuerwache                              | č. NKP: 704-11177/0 Stand des NKP: Name: ZBROJNICA POŽIARNA      |
|      | Datei hochladen | Gebäude in regionaltypischem Baustil(sk) ObjektID: 704-11156/1 | 10 KG: Vyšné Repaše Konskr.Nr.: 10          | zrubový+murovaný                                 |                                              | č. NKP: 704-11156/1 Stand des NKP: Name: DOM ĽUDOVÝ S HOSP.ČASŤ. |
|      | Datei hochladen | Scheune(sk) ObjektID: 704-11156/2                              | 10 KG: Vyšné Repaše Konskr.Nr.: 10          | rámová-drevo,kameň                               |                                              | č. NKP: 704-11156/2 Stand des NKP: Name: STODOLA                 |
|      | Datei hochladen | Stall(sk) ObjektID: 704-11156/3                                | 10 KG: Vyšné Repaše Konskr.Nr.: 10          | kamenná                                          |                                              | č. NKP: 704-11156/3 Stand des NKP: Name: MAŠTAĽ                  |
|      | Datei hochladen | Gebäude in regionaltypischem Baustil(sk) ObjektID: 704-11157/1 | 11 KG: Vyšné Repaše Konskr.Nr.: 11          | zrubový                                          |                                              | č. NKP: 704-11157/1 Stand des NKP: Name: DOM ĽUDOVÝ              |
|      | Datei hochladen | VOZÁREŇ S MAŠTAĽOU ObjektID: 704-11157/2                       | 11 KG: Vyšné Repaše Konskr.Nr.: 11          | rámová-drevo,kameň                               |                                              | č. NKP: 704-11157/2 Stand des NKP: Name: VOZÁREŇ S MAŠTAĽOU      |
|      | Datei hochladen | Scheune(sk) ObjektID: 704-11157/3                              | 11 KG: Vyšné Repaše Konskr.Nr.: 11          | rámová-drevo,kameň                               |                                              | č. NKP: 704-11157/3 Stand des NKP: Name: STODOLA                 |
|      | Datei hochladen | STUDŇA RUMPÁLOVÁ ObjektID: 704-11157/4                         | 11 KG: Vyšné Repaše Konskr.Nr.: 11          | zrubová                                          |                                              | č. NKP: 704-11157/4 Stand des NKP: Name: STUDŇA RUMPÁLOVÁ        |
|      | Datei hochladen | Gebäude in regionaltypischem Baustil(sk) ObjektID: 704-11158/1 | 14 KG: Vyšné Repaše Konskr.Nr.: 14          | zrubový+murovaný; dom s vozárňou a podšopom      |                                              | č. NKP: 704-11158/1 Stand des NKP: Name: DOM ĽUDOVÝ S HOSP.ČASŤ. |
|      | Datei hochladen | Scheune und Stall(sk) ObjektID: 704-11158/2                    | 14 KG: Vyšné Repaše Konskr.Nr.: 14          | zrubová                                          |                                              | č. NKP: 704-11158/2 Stand des NKP: Name: STODOLA S MAŠTAĽOU      |
|      | Datei hochladen | Tor(sk) ObjektID: 704-11158/3                                  | 14 KG: Vyšné Repaše Konskr.Nr.: 14          | drevená                                          |                                              | č. NKP: 704-11158/3 Stand des NKP: Name: BRÁNA VOZOVÁ            |
|      | Datei hochladen | STUDŇA RUMPÁLOVÁ ObjektID: 704-11158/4                         | 14 KG: Vyšné Repaše Konskr.Nr.: 14          | zrubová                                          |                                              | č. NKP: 704-11158/4 Stand des NKP: Name: STUDŇA RUMPÁLOVÁ        |
| ja   | Datei hochladen | Gebäude in regionaltypischem Baustil(sk) ObjektID: 704-11159/0 | 15 Standort KG: Vyšné Repaše Konskr.Nr.: 15 | zrubový                                          |                                              | č. NKP: 704-11159/0 Stand des NKP: Name: DOM ĽUDOVÝ S HOSP.ČASŤ. |
| ja   | Datei hochladen | Gebäude in regionaltypischem Baustil(sk) ObjektID: 704-11160/0 | 16 Standort KG: Vyšné Repaše Konskr.Nr.: 16 | zrubový                                          |                                              | č. NKP: 704-11160/0 Stand des NKP: Name: DOM ĽUDOVÝ S HOSP.ČASŤ. |
|      | Datei hochladen | Gebäude in regionaltypischem Baustil(sk) ObjektID: 704-11161/0 | 28 KG: Vyšné Repaše Konskr.Nr.: 28          | zrubový                                          |                                              | č. NKP: 704-11161/0 Stand des NKP: Name: DOM ĽUDOVÝ S HOSP.ČASŤ. |
|      | Datei hochladen | Gebäude in regionaltypischem Baustil(sk) ObjektID: 704-11162/1 | 36 KG: Vyšné Repaše Konskr.Nr.: 36          | zrubový                                          |                                              | č. NKP: 704-11162/1 Stand des NKP: Name: DOM ĽUDOVÝ S HOSP.ČASŤ. |
|      | Datei hochladen | Scheune(sk) ObjektID: 704-11162/2                              | 36 KG: Vyšné Repaše Konskr.Nr.: 36          | zrubová                                          |                                              | č. NKP: 704-11162/2 Stand des NKP: Name: STODOLA                 |
|      | Datei hochladen | Getreidespeicher(sk) ObjektID: 704-11162/3                     | 36 KG: Vyšné Repaše Konskr.Nr.: 36          | zrubová                                          |                                              | č. NKP: 704-11162/3 Stand des NKP: Name: SÝPKA                   |
|      | Datei hochladen | Gebäude in regionaltypischem Baustil(sk) ObjektID: 704-11163/1 | 45 KG: Vyšné Repaše Konskr.Nr.: 45          | zrubový                                          |                                              | č. NKP: 704-11163/1 Stand des NKP: Name: DOM ĽUDOVÝ              |
|      | Datei hochladen | Wirtschaftsgebäude(sk) ObjektID: 704-11163/2                   | 45 KG: Vyšné Repaše Konskr.Nr.: 45          | zrubová; maštaľ,chlievy,ovčín                    |                                              | č. NKP: 704-11163/2 Stand des NKP: Name: STAVBA HOSPODÁRSKA      |
|      | Datei hochladen | Gebäude in regionaltypischem Baustil(sk) ObjektID: 704-11164/1 | 47 KG: Vyšné Repaše Konskr.Nr.: 47          | zrubový                                          |                                              | č. NKP: 704-11164/1 Stand des NKP: Name: DOM ĽUDOVÝ              |
|      | Datei hochladen | Wirtschaftsgebäude(sk) ObjektID: 704-11164/2                   | 47 KG: Vyšné Repaše Konskr.Nr.: 47          | zrubová; záčin,mlatovisko,ovčíny                 |                                              | č. NKP: 704-11164/2 Stand des NKP: Name: STAVBA HOSPODÁRSKA      |
|      | Datei hochladen | Gebäude in regionaltypischem Baustil(sk) ObjektID: 704-11165/0 | 49 KG: Vyšné Repaše Konskr.Nr.: 49          | zrubový                                          |                                              | č. NKP: 704-11165/0 Stand des NKP: Name: DOM ĽUDOVÝ              |
| ja   | Datei hochladen | Gebäude in regionaltypischem Baustil(sk) ObjektID: 704-11166/1 | 51 Standort KG: Vyšné Repaše Konskr.Nr.: 51 | zrubový                                          |                                              | č. NKP: 704-11166/1 Stand des NKP: Name: DOM ĽUDOVÝ              |
| ja   | Datei hochladen | Stall(sk) ObjektID: 704-11166/2                                | 51 Standort KG: Vyšné Repaše Konskr.Nr.: 51 | zrubová                                          |                                              | č. NKP: 704-11166/2 Stand des NKP: Name: MAŠTAĽ                  |
|      | Datei hochladen | Scheune(sk) ObjektID: 704-11166/3                              | 51 KG: Vyšné Repaše Konskr.Nr.: 51          | zrubová                                          |                                              | č. NKP: 704-11166/3 Stand des NKP: Name: STODOLA                 |
| ja   | Datei hochladen | Gebäude in regionaltypischem Baustil(sk) ObjektID: 704-11167/1 | 57 Standort KG: Vyšné Repaše Konskr.Nr.: 57 | zrubový                                          |                                              | č. NKP: 704-11167/1 Stand des NKP: Name: DOM ĽUDOVÝ              |
| ja   | Datei hochladen | Wirtschaftsgebäude(sk) ObjektID: 704-11167/2                   | 57 Standort KG: Vyšné Repaše Konskr.Nr.: 57 | zrubová; maštale s vozárňou                      |                                              | č. NKP: 704-11167/2 Stand des NKP: Name: STAVBA HOSPODÁRSKA      |
|      | Datei hochladen | Gebäude in regionaltypischem Baustil(sk) ObjektID: 704-11168/0 | 60 KG: Vyšné Repaše Konskr.Nr.: 60          | zrubový                                          |                                              | č. NKP: 704-11168/0 Stand des NKP: Name: DOM ĽUDOVÝ              |
|      | Datei hochladen | Gebäude in regionaltypischem Baustil(sk) ObjektID: 704-11169/1 | 69 KG: Vyšné Repaše Konskr.Nr.: 69          | zrubový                                          |                                              | č. NKP: 704-11169/1 Stand des NKP: Name: DOM ĽUDOVÝ              |
|      | Datei hochladen | Scheune(sk) ObjektID: 704-11169/2                              | 69 KG: Vyšné Repaše Konskr.Nr.: 69          | zrubová                                          |                                              | č. NKP: 704-11169/2 Stand des NKP: Name: STODOLA                 |
|      | Datei hochladen | STUDŇA RUMPÁLOVÁ ObjektID: 704-11169/3                         | 69 KG: Vyšné Repaše Konskr.Nr.: 69          | zrubová                                          |                                              | č. NKP: 704-11169/3 Stand des NKP: Name: STUDŇA RUMPÁLOVÁ        |
|      | Datei hochladen | CHLIEV ObjektID: 704-11169/4                                   | 69 KG: Vyšné Repaše Konskr.Nr.: 69          | tehla                                            |                                              | č. NKP: 704-11169/4 Stand des NKP: Name: CHLIEV                  |
|      | Datei hochladen | Gebäude in regionaltypischem Baustil(sk) ObjektID: 704-11170/1 | 72 KG: Vyšné Repaše Konskr.Nr.: 72          | zrubový                                          |                                              | č. NKP: 704-11170/1 Stand des NKP: Name: DOM ĽUDOVÝ              |
|      | Datei hochladen | Wirtschaftsgebäude(sk) ObjektID: 704-11170/2                   | 72 KG: Vyšné Repaše Konskr.Nr.: 72          | zrubová                                          |                                              | č. NKP: 704-11170/2 Stand des NKP: Name: STAVBA HOSPODÁRSKA      |
|      | Datei hochladen | Gebäude in regionaltypischem Baustil(sk) ObjektID: 704-11171/1 | 73 KG: Vyšné Repaše Konskr.Nr.: 73          | zrubový                                          |                                              | č. NKP: 704-11171/1 Stand des NKP: Name: DOM ĽUDOVÝ S HOSP.ČASŤ. |
| ja   | Datei hochladen | Gebäude in regionaltypischem Baustil(sk) ObjektID: 704-11172/0 | 78 Standort KG: Vyšné Repaše Konskr.Nr.: 78 | zrubový; dvojdom                                 |                                              | č. NKP: 704-11172/0 Stand des NKP: Name: DOM ĽUDOVÝ              |
| ja   | Datei hochladen | Gebäude in regionaltypischem Baustil(sk) ObjektID: 704-11173/1 | 79 Standort KG: Vyšné Repaše Konskr.Nr.: 79 | murovaný(kameň,tehla)                            |                                              | č. NKP: 704-11173/1 Stand des NKP: Name: DOM ĽUDOVÝ              |
| ja   | Datei hochladen | Scheune(sk) ObjektID: 704-11173/2                              | 79 Standort KG: Vyšné Repaše Konskr.Nr.: 79 | zrubová                                          |                                              | č. NKP: 704-11173/2 Stand des NKP: Name: STODOLA                 |
|      | Datei hochladen | Stall(sk) ObjektID: 704-11173/3                                | 79 KG: Vyšné Repaše Konskr.Nr.: 79          | zrubová                                          |                                              | č. NKP: 704-11173/3 Stand des NKP: Name: MAŠTAĽ                  |
|      | Datei hochladen | STUDŇA RUMPÁLOVÁ ObjektID: 704-11173/4                         | 79 KG: Vyšné Repaše Konskr.Nr.: 79          | zrubová                                          |                                              | č. NKP: 704-11173/4 Stand des NKP: Name: STUDŇA RUMPÁLOVÁ        |
|      | Datei hochladen | Gebäude in regionaltypischem Baustil(sk) ObjektID: 704-11174/0 | 81 KG: Vyšné Repaše Konskr.Nr.: 81          | zrubový+murovaný                                 |                                              | č. NKP: 704-11174/0 Stand des NKP: Name: DOM ĽUDOVÝ              |
| ja   | Datei hochladen | Kirche(sk) ObjektID: 704-825/1                                 | 82 Standort KG: Vyšné Repaše Konskr.Nr.: 82 | r.k.sv.Kataríny                                  | römisch-katholische Kirche St. Katharina     | č. NKP: 704-825/1 Stand des NKP: Name: KOSTOL                    |
| ja   | Datei hochladen | Burgmauer(sk) ObjektID: 704-825/2                              | 82 Standort KG: Vyšné Repaše Konskr.Nr.: 82 | kamenný; opevnenie kostola                       | Befestigung der Kirche                       | č. NKP: 704-825/2 Stand des NKP: Name: MÚR HRADBOVÝ              |
| ja   | Datei hochladen | Kreuz und Statue(sk) ObjektID: 704-825/3                       | 82 Standort KG: Vyšné Repaše Konskr.Nr.: 82 | Kristus,P.M.,sv.Ján; Golgota-Kristus,P.M.,sv.Ján | Jesus am Kreuz, Jungfrau Maria, Hl. Johannes | č. NKP: 704-825/3 Stand des NKP: Name: KRÍŽ SO SOCHAMI           |
|      | Datei hochladen | Gebäude in regionaltypischem Baustil(sk) ObjektID: 704-11175/0 | 89 KG: Vyšné Repaše Konskr.Nr.: 89          | zrubový                                          |                                              | č. NKP: 704-11175/0 Stand des NKP: Name: DOM ĽUDOVÝ              |
|      | Datei hochladen | Gebäude in regionaltypischem Baustil(sk) ObjektID: 704-11176/0 | 91 KG: Vyšné Repaše Konskr.Nr.: 91          | zrubový                                          |                                              | č. NKP: 704-11176/0 Stand des NKP: Name: DOM ĽUDOVÝ              |

## Legende
Die Tabelle enthält im Einzelnen folgende Informationen:
| Foto:                    | Fotografie des Denkmals. |
| Denkmal / č. ÚZPF:       | Die Übersetzung der Bezeichnung des Denkmals, wie sie vom Slowakischen Denkmalamt (Pamiatkový úrad Slovenskej republiky) verwendet wird. Die Originalbezeichnung ist unter dem Fragezeichen angegeben. Fehlt die Übersetzung, so wird die Originalbezeichnung direkt angezeigt. Weiters ist die Objekt-Identifikationsnummer (Objekt ID) angeführt. Sie ist die offizielle, in der Slowakei eindeutige Nummer č. ÚZPF inklusive der zugehörigen Zählnummer, wie sie in den Daten des Denkmalamtes angegeben wird. Da diese nur innerhalb eines Landkreises gezählt wird, ist dessen Nummer der Denkmalnummer vorangestellt. |
| Standort:                | Wenn in der Liste vorhanden, ist die Adresse angegeben. In Klammern kann sich noch eine zusätzliche Adresse befinden, wenn es beispielsweise ein Eckhaus ist. Bei freistehenden Objekten ohne Adresse (zum Beispiel bei Bildstöcken) ist eine Adresse angegeben, die in der Nähe des Objekts liegt. Durch Aufruf des Links Standort wird die Lage des Denkmals in verschiedenen Kartenprojekten angezeigt. Darunter sind die Katastralgemeinde (KG) und, wenn vorhanden, die Konskriptionsnummer (Konskr. Nr.) angegeben.                                                                                                   |
| Offizielle Beschreibung: | Es ist die Kurzbeschreibung auf Slowakisch, wie sie in den offiziellen Listen angegeben ist, eingetragen. |
| Beschreibung:            | Kurze Angaben zum Denkmal auf Deutsch. |
| Metadaten:               | Zusätzlich werden, wenn in den persönlichen Einstellungen das Helferlein Dauerhaftes Einblenden von Metadaten aktiviert ist, ebensolche angezeigt. |

- Karte mit allen Koordinaten:
- OSM |
- WikiMap